# Tebe-Tebe Community
Tebe-Tebe Community är en gemenskap i Lesotho.   Den ligger i distriktet Berea, i den centrala delen av landet, 40 km öster om huvudstaden Maseru.